# Ибрагим Адил-шах I
Ибрагим Адил-шах I (? — 1558) — четвёртый султан Биджапура из династии Адил-шахов (1534—1558). Он был первым правителем из династии Адил-шахов, который принял титул шаха.

## Биография
Сын Исмаила Адил-шаха (1498—1534), второго султана Биджапура из династии Адил-шахов (1510—1534). В августе 1534 года после смерти Исмаила Адил-шаха на султанский престол был возведён его старший сын Маллу Адил-шах. В том же году Маллу Адил-шах был свергнут с трона, на который был возведён его младший брат Ибрагим Адил-шах.
Имея склонность к суннитскому исламу, религии большинства мусульман деккани, Ибрагим Адил-шах при своём вступлении на престол удалил имена двенадцати шиитских имамов из хутбы, прекратил шиитское богослужение и восстание суннизм . Он отклонился от традиций своих предков и внёс много новшеств в политическую и религиозную деятельность. Он унизил большую часть фракции афаки (за немногим исключением), а на их место, а на их место принял на службу деккани (включая маратхов и хабаши), сохранив только четыреста солдат афаки и в качестве своей личной охраны. Следовательно, он вернул к власти суннитов и положил конец господству шиитов, отстранив многих из них с занимаемых постов. Многие маратхи приобрели большое влияние при его дворе.
Однако политика султана Ибрагима Адил-шаха, направленная против афаки, значительно ослабила Биджапурский султанат, поскольку уволенный персонал поступил на службу к соседним правителям. Это подвергло султанат целой серии вторжений. Однако именно ветеран афаки Асад-хан Лари (похороненный в Белгауме), выступавший в качестве дипломатического советника Ибрагима, спас султанат в час кризиса.
Правление султана Ибрагима Адил-шаха, продолжавшееся двадцать четыре года, было полно союзов и борьбы с султанатами Ахмаднагар, Бидар, Берар, Голконда и Виджаянагарской империей. Несмотря на постоянные военные действия, территориальная экспансия было незначительной, так как выигрыш в одном направлении компенсировался убытками в другом. Биджапурский султанат завоевал Бидар, но потерял Солапур и Калиани, которые были захвачены Ахмаднагарским султанатом. С другой стороны, значительные приобретения были сделаны на юге вдоль западного побережья. Самая дальняя точка территории Биджапура теперь простиралась к югу от Гоа. Военные действия против султаната Голконда закончились неудачно, биджапурские войска дошли до стен крепости Голконда, но так и не смогли взять её.
Ибрагим Адил-шах был похоронен рядом со знаменитым суфийским святым хазратом Чанда Хуссейни Ашрафи в Гоги, где также были похоронены его отец, Исмаил и дед Юсуф. На его мавзолее есть надпись с именами Аллаха, Мухаммада, праведных халифов и других сахаба.